# Sambandha
Sambandha är en svensk dokumentärfilm från 1994 i regi av Peter Hagerrot och Lasse Bohlin. Filmen skildrar ett dammbyggprojekt kring Narmada i Indien och den så kallade Narmadarörelsen, som kämpade mot bygget.